# ナニワエキスプレス
ナニワエキスプレスは、日本のフュージョンバンド。1982年デビュー、1986年解散。
1980年当時は上方フュージョンともいわれ、ライブ・パフォーマンスで人気を獲得する。解散後、2002年に活動を再開し、2003年に18年振りのアルバム『life of music』と2004年に『THIS IS IT!』を発売する。英語表記はCBS・ソニー契約時は浪花エキスプレスまたはNANIWA EXPRESS、再結成後はNANIWA EXP、2014年の青柳誠の復帰以降、青柳を含む5名編成の場合はNANIWA EXPRESSとしている。

## メンバー
- 清水興 (Bass) - 1956年12月13日 - 、島根県出身。
- 岩見和彦 (Gt) - 1956年5月25日 - 、和歌山県出身。
- 中村建治 (Key) - 1956年1月1日 - 、京都府出身。
- 東原力哉 (Dr) - 1956年7月19日 - 、香川県出身。2021年に活動休止を公表[1][2]する。
- 青柳誠 (Pf,Sax) - 1961年3月17日 - 、京都府出身。

## バイオグラフィー
- 1977年、清水興・岩見和彦・鎌田清 (Dr) らで結成。
- 1978年、ライブ活動を開始。1か月後に中村建治が加入。
- 1979年、メンバー全員で渡米。帰国後、大阪の心斎橋のJAZZ喫茶の老舗「DUKE」にレギュラー出演。
- 1981年、東原力哉・青柳誠が加入。
- 1982年、CBS・ソニーからメジャー・デビュー。
- 1983年、年間160本以上ライヴをこなし、ライヴ・バンドの体制を確立させる。
- 1984年、日野皓正らと初の日本武道館公演。30台のカラーモニターとライヴをシンクさせたSONY BETA Hi-fi Collage Tourを敢行。
- 1985年、阪神タイガースが21年ぶりにリーグ優勝した10月16日に、試合が行われた神宮球場に隣接する日本青年館でコンサート[3]。
- 1986年、大阪のバナナホールで行われた終夜ライブを最後に解散。のちに「バーニング・アウト」のバンド名で活動するが2か月で活動休止。
- 1993年、大阪城野外音楽堂で行われた東原の20周年コンサートにトリとして1日限定で復活。
- 2000年、限定復活によるツアーを敢行。
- 2002年、完全復活してレコーディング開始。
- 2003年、18年振りのアルバム『life of music』発売。「CROSSOVER JAPAN 03」に参加。全国8都市でlife of music TOURを敢行。
- 2004年
  - SANTANAのドラマーとしても活動中のデニス・チェンバースを迎え、DRUM 'n' DRUM TOURを敢行。
  - ゴスペラーズとコラボレーションで久保田利伸のトリビュート・アルバムに参加。
  - アルバム『THIS is IT!』発売。
- 2005年、「CROSS OVER JAPAN 05」に参加。
- 2006年
  - 青柳がナニワエキスプレスとしての活動を一旦休止。８
  - SOUL POWER TOKYO/なにわ SUMMITのホストバンドを務める。
- 2007年、結成30周年を迎える。
- 2012年
  - 結成35周年を迎える。アルバム『FRESH DUDE』、ベスト・アルバム『COOL DUDE』を同時発売。FRESH&COOL TOUR 2012 開催。
  - 12月29日、東京国際フォーラムホールAで開催の「LIVE IN TOKYO CROSSOVER NIGHT」にて青柳が一夜限りの復帰する。東原が痛風の発作を起こしたため、代役として当時16歳のドラマー、平陸（たいらりく）が参加。
- 2014年、青柳が8年ぶりに復帰し、東阪ライブを開催。これ以降、青柳を含む5名編成時のバンド名表記を『NANIWA EXPRESS』とする。
- 2017年、結成40周年。記念ライブを大阪と東京で開催[3]。
- 2018年、結成40周年を記念したDVD『NANIWA EXPRESS 40th ANNIVERSARY LIVE 〜High Skool Rhapsody〜』と自伝本『NANIWA EXPRESS自伝 五人の狂詩曲』(ALFANOTE) を同時リリース。
- 2021年
  - 2月17日、東原が原因不明の運動障害により活動ができない状況に陥っていることを公表[1][2]。
  - 3月17日・18日、『Save the Drummer!東原力哉を救おう!』と題したライブを大阪で開催[1]。
  - 9月14日、東原が和歌山で開催される『紀の国わかやま文化祭2021』で復帰することが発表[4][5]。
  - 11月20日、『紀の国わかやま文化祭2021』で東原が復帰[4]するも、青柳は急病で不参加となった[6]

## ディスコグラフィー

### CDアルバム
※（ ）は再廉価版の発売日、番号及びレーベル名、☆はアナログ盤の番号
| 発売日                           | タイトル                                  | 番号                     | レーベル名                      | 備考 |
| -------------------------------- | ----------------------------------------- | ------------------------ | ------------------------------- | --- |
| 1982年5月21日 （1990年10月15日） | NO FUSE                                   | 28AH 1414☆ （CSCL 1288） | CBS・ソニー                     | |
| 1982年11月21日 （1991年7月25日） | 大宇宙無限力神                            | 38DH 30 （SRCL 1974）    | CBS・ソニー （Sony Records）    | 発売日はLP発売時。 CDは1983年3月21日に発売 |
| 1983年6月22日 （1998年9月19日）  | WIND UP                                   | 28AH 1545☆ （VRFL-0003） | CBS・ソニー （Village Records） | |
| 1984年7月1日 （1991年7月25日）   | MODERN BEAT                               | 38DH 122 （SRCL 1975）   | CBS・ソニー （Sony Records）    | |
| 1985年9月21日 （1998年9月19日）  | SILENT SAVANNA                            | 32DH 263 （VRFL-0004）   | CBS・ソニー （Village Records） | 発売日はLP発売時。 CDは同年10月21日に発売 |
| 1985年12月21日 （1999年1月27日） | SCARLET BEAM                              | 32DH 349 （VRFL-0018）   | CBS/SONY （Village Records）    | ベスト盤 |
| 1993年3月21日                    | RED ZONE 〜SBM BEST SELECTION〜           | SRCL 2588                | Sony Records                    | ベスト盤 |
| 2003年5月24日                    | life of music                             | NNCJ-7001                | &Forest Music                   | |
| 2004年10月20日                   | THIS is IT!                               | NNCJ-7003                | &Forest Music                   | デニス・チェンバースとの共演盤 |
| 2007年5月23日                    | 30th                                      | XNDC-10014               | DANGER CRUE RECORDS             | 同タイトルの限定盤アルバムあり |
| 2007年5月23日                    | NANIWA EXPRESS BOX 〜SONY MUSIC YEARS     | MHCL-1070                | SONY MUSIC DIRECT/GT music      | CBS・ソニー（当時）在籍時代の音源を未発表曲も含め全て収録したCD-BOX。 DVDには1984年11月24日の名古屋吹上ホールで行われたコンサート映像を収録。 |
| 2012年5月23日                    | COOL DUDE 〜BEST TRACKS OF NANIWA EXPRESS | MHCL-2059                | SONY MUSIC DIRECT/GT music      | ベスト盤 |
| 2012年5月23日                    | FRESH DUDE                                | DCCL-36/7                | DANGER CRUE RECORDS             | 2枚組。 1枚目はオリジナル・アルバム。2枚目はライブ・アルバム。                                                                                |

### 12インチ・シングル
| 発売日        | タイトル                       | 番号      | レーベル名  | 備考                                                                          |
| ------------- | ------------------------------ | --------- | ----------- | ----------------------------------------------------------------------------- |
| 1986年3月21日 | BELIEVIN' / THE LADY OF TOLEDO | 12AH 2019 | CBS・ソニー | 当時放送されていたミズノ、フェザーテレビCM曲 並びに未発表曲「SONIC BOOM」収録 |

### DVD
| 発売日         | タイトル                                                                                | 番号      | レーベル名                 | 備考                           |
| -------------- | --------------------------------------------------------------------------------------- | --------- | -------------------------- | ------------------------------ |
| 2004年12月22日 | DRUM'n'DRUM TOUR                                                                        | MUBA-1011 | Dreamusic                  | デニス・チェンバースとの共演盤 |
| 2007年5月23日  | First Finale 1986 〜伝説の86年バナナホール解散LIVE!〜                                   | MHBL-46   | SONY MUSIC DIRECT/GT music |                                |
| 2015年2月25日  | NANIWA EXPRESS 復活の1,2,3,4,5人! マルチアングルライブ2014 at SHIBUYA PLEASURE PLEASURE | AND045    | ALFANOTE                   | DVD2枚組                       |
| 2018年9月30日  | NANIWA EXPRESS 40th ANNIVERSARY LIVE 〜High Skool Rhapsody〜                            | AND076    | ALFANOTE                   |                                |